# Condica concisa
Condica concisa là một loài bướm đêm thuộc chi Condica. The males và đối với con cái can be hard to tell apart, as they are mostly the same colour (brown), but a mainly distinguishing feature which helps to identify the moth's gender is that the hindwing of the males is white, whereas the female hindwing is light brown. The moths are quite abundant, as they can be có ở phần phía bắc của Argentina tới Florida và Texas.